# Francis J. Haverfield
Francis John Haverfield (8 novembre 1860 à Shipston-on-Stour - 1er octobre 1919) est un historien, archéologue et universitaire britannique. De 1907 à 1919, il occupe le poste de professeur Camden d'histoire ancienne à l'Université d'Oxford.

## Éducation
Il fait ses études au Winchester College et au New College de l'Université d'Oxford. À Oxford, il obtient une première en modérations classiques en 1880 et une seconde en Literae Humaniores ("Greats", une combinaison de philosophie et d'histoire ancienne) en 1883. Il travaille pendant un certain temps avec Theodor Mommsen. Il remporte le prix Conington à Oxford en 1891 et l'année suivante est nommé Fellow de Christ Church, Oxford. En 1907, il s'installe au Brasenose College pour devenir professeur Camden d'histoire ancienne.

## Recherches
Haverfield est le premier à entreprendre une étude scientifique de la Grande-Bretagne romaine et est considéré par certains comme le premier théoricien à aborder la question de la romanisation de l'Empire romain. Certains le considèrent comme l'innovateur de la discipline de l'archéologie romano-britannique. Ses œuvres principales sont The Romanization of Roman Britain (1905)  (qui a pour origine une conférence à l'Académie britannique et pour laquelle il est surtout connu), Ancient Town Planning (1913) et The Roman Occupation of Britain (1924), de nombreuses monographies et les chapitres faisant autorité dans la Victoria History of the Counties of England. Il fouille le fort romain de Hardknott, le site de l'ancien Mediobogdum en Cumbrie. Il rassemble et publie des inscriptions latines connues en Grande-Bretagne.
Il donne les conférences Rhind en 1905 et 1907, sur la Grande-Bretagne romaine.
Haverfield est reconnu comme ayant joué un rôle de premier plan dans la création de la Société pour la promotion des études romaines et de la British School at Rome.
Il fait partie du conseil d'administration de l'école Abingdon de 1907 à 1919 et est un soutien de l'école.

## Héritage
Parmi ses autres contributions substantielles à l'éducation, Haverfield lègue ses papiers et son impressionnante bibliothèque à l'université, ceux-ci sont ensuite conservés au musée Ashmolean. En 2001, le matériel de Haverfield est transféré à la bibliothèque Sackler nouvellement construite et se trouve maintenant dans la section Haverfield Archive sur le côté droit de la bibliothèque du rez-de-chaussée. Ces archives se composent de correspondance, d'estampes colorées et de dessins illustrant des trottoirs en mosaïque, des plans de site, des extraits de publications, bien que cela ne représente qu'une petite fraction des papiers de Haverfield.

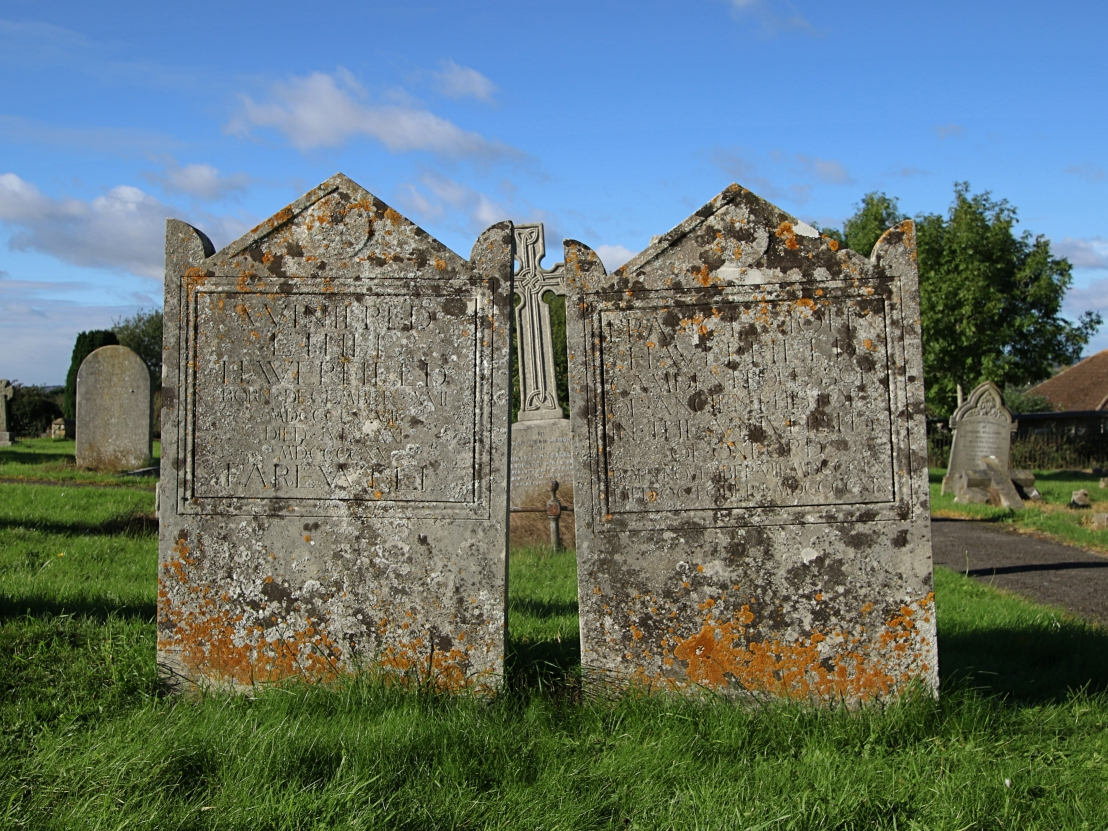
Pierres tombales de Francis Haverfield (à droite) et de sa femme Winifred (à gauche) au cimetière Headington, Oxford

Parmi ses élèves figurent l'archéologue et topographe Thomas Ashby (1874-1931), premier érudit et troisième directeur de l'école britannique de Rome, l'historien, archéologue et philosophe d'Oxford Robin G. Collingwood (1889-1943) et l'archéologue et anthropologue John Garstang (1876–1956).